# サイクロン・メクヌ
サイクロン・メクヌ(英語: Cyclone Mekunu)は、2018年5月にアラビア半島南部に襲来したサイクロンである。

## 概要

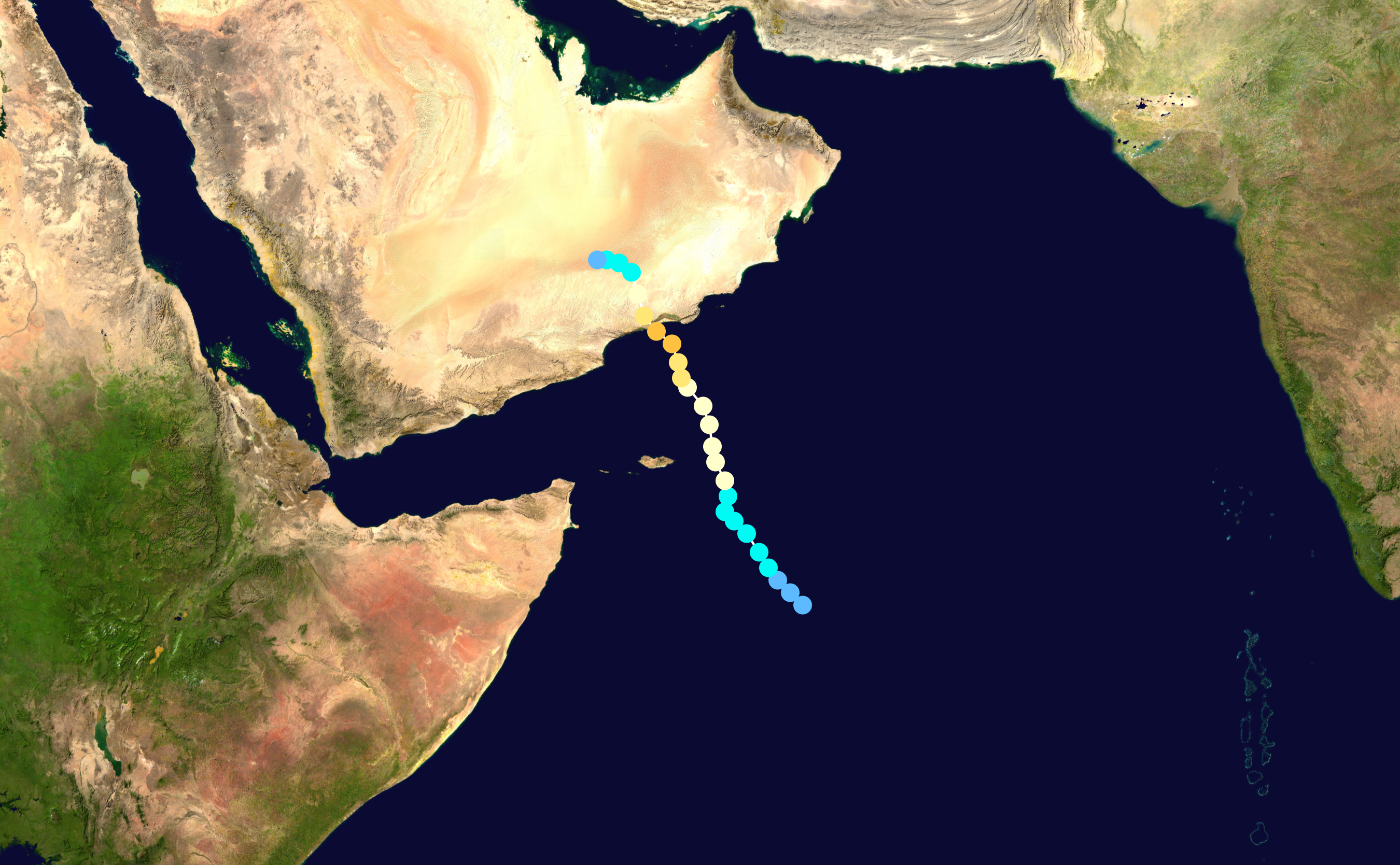
サイクロン・メクヌの進路図

2018年5月18日、モルディブ北西のアラビア海上で、低圧部が発生。5月21日、インド気象局（IMD）は熱帯低気圧に発達したと認定した。5月22日にはサイクロンに発達し、「メクヌ」と命名された。
5月25日、メクヌは勢力を保ったままオマーンのドファール特別行政区に上陸。オマーンではサイクロンの上陸は極めて異例で、1966年以来の上陸となった。メクヌはルブアルハリ砂漠に時ならぬ雨をもたらしつつ急激に衰弱し、5月27日には温帯低気圧となった。
イエメンのソコトラ島、オマーンのドファール特別行政区やウスタ行政区などに大きな被害をもたらした。
アラビア半島には、10月にもサイクロン「ルバン」が上陸した。この降雨により、ルブアルハリ砂漠のイエメン側には一時的に湖が出現した。
これらの降雨により、乾燥地帯に一時的に植物が繁殖した。その結果、サバクトビバッタが大発生し、2019年から2020年にかけて、東はインド西部、西は南スーダンにまで及ぶ大規模な蝗害の遠因となった。